# Scandale
Scandàle (IPA: [skanˈdale], Σχανδάλη in greco, Scandali in calabrese) è un comune italiano di 2 831 abitanti della provincia di Crotone in Calabria.

## Storia

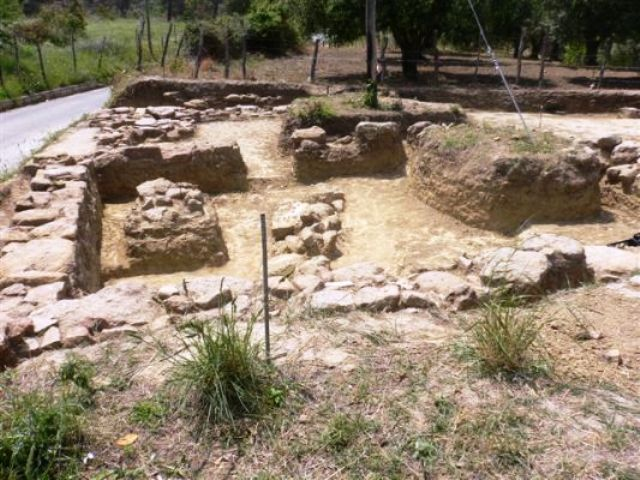
Area archeologica "La Lustra", IV secolo a.C.

Il comune di Scandale si trova su una montagna al centro del Marchesato, in provincia di Crotone, tra il mar Jonio e le montagne della Sila.
Il nome Scandale (Σχανδάλη) deriva dal greco ed è precisamente il “legno della trappola nel quale si attacca l'esca”. In senso generale significa “trappola”. Un comune omonimo si trova sull'isola greca di Lemno (Σκανδάλι).
Il paese è di remote origini, nel territorio sono stati trovati alcuni reperti antichi, quali una grande ascia neolitica di pietra scura, reperti litici e fittili che si possono ammirare nel museo di Crotone.
In particolare il materiale che fu rinvenuto in contrada Prebenda, già segnalato dall'archeologo Paolo Orsi, proveniente dalla stipe votiva di un santuario rurale del IV-III secolo a.C.
Tra le offerte votive alcune statuette con symplegma, una veste indossata in modo particolare, figure femminili in terracotta del tipo tanagrine e busti fittili con corone di foglie. Ragguardevole, per le dimensioni, è la parte inferiore di una statuetta in terracotta con schiniere, adornata da un corto mantello. Alla fine dell'Ottocento, intorno a Scandale, il marchese Armando Lucifero trovò una ventina di tombe che gli studiosi collocano tra il VI e il III secolo a.C.
In località La Lustra sono stati rinvenuti resti di una fattoria ellenistica e diversi reperti archeologici, che testimoniano lo svolgimento di attività legate alla lavorazione tessile e allo stoccaggio di prodotti agricoli. I reperti sono risalenti al IV secolo a.C., quindi riferibili al periodo brettio.
Nell'odierno comune di Scandale sorgeva il centro di San Leone, sede diocesana già attestata nel IX secolo, andato distrutto durante l'assedio di Siberene dell'840 ad opera degli arabi.
Il vecchio paese, che si trovava poco distante dall'attuale Scandale, scomparve nel Quattrocento, finché dal XIII al XV secolo divenne feudo della nobile famiglia Sanfelice.
L'odierna Scandale è stata fondata nel 1555 dal conte Galeotto Carafa di Santa Severina, su una collina popolarmente conosciuta col nome di Gaudioso.
I suoi abitanti godevano di tutti i privilegi, le immunità e le giurisdizioni contenuti nei diciannove capitoli concessi nel 1555 al tempo della fondazione del Casale.
Secondo la documentazione del tesoriere di Calabria Ultra, Turino Ravaschieri, nel 1561 in questo paese abitavano 25 famiglie di lingua arbereshe e una sola italiana.
Dal 1555 fece parte del territorio di Santa Severina, insieme a San Mauro, quindi ebbe come feudatari i Ruffo, i Carafa, gli Sculco di Crotone e infine i Grutther.
Essendo il paese filoborbonico, nel 1799 gli scandalesi furono i primi ad unirsi all'esercito della Santafede del cardinale Fabrizio Ruffo: dopo aver assaltato Crotone e confiscato i beni dei cosiddetti "giacobini", molti seguirono il cardinale fino a Napoli.
Il 26 luglio 1806 il comune di Scandale rispose negativamente alla richiesta di viveri fatta dalle truppe francesi comandate dal generale Reynier. Quest'ultimo, per vendetta, mandò vari reparti di cavalleria e fanteria al comando del generale Berthier e del famoso Guglielmo Pepe, allora giovane ufficiale di Napoleone, a saccheggiare il paese. Nello scontro che seguì, morirono 25 scandalesi ed un numero imprecisato di soldati francesi.
Nel terremoto del 1832 crollarono decine di case, tre persone morirono e molte rimasero ferite. Le case crollate furono ricostruite dal barone Drammis e dal comune.
Le due chiese più antiche sono: la chiesa madre dedicata a San Nicola, costruita subito dopo il 1555, e la chiesa dell'Addolorata, anticamente chiesa dell'Annunziata, fondata nel 1571.

### Stemma del comune di Scandale
La blasonatura dello Stemma Civico di Scandale affonda le proprie radici poco tempo prima del periodo corrispondente ai secoli XVII-XVIII, ordinata e fatta tra il 1951 ed il 1971 secondo la ricostruzione dei dati in possesso dell'Archivio di Napoli e secondo anche il catasto onciario dell'anno 1743, n. 7008, dati esistenti nello stesso A.S.N., dov'è conservato lo stesso stemma. Vi figura un vescovo o un santo e, poiché patrono della cittadina di Scandale è San Nicola Vescovo, si presume che sia proprio lui ad essere raffigurato nello stemma.
Prima di aderire alla blasonatura dello stemma e alla sua ricostruzione, l'Amministrazione Comunale pro tempore suggerisce - per una maggiore rispondenza della blasonatura allo stemma stesso, già usato nel 1790 - la modifica della figura del Vescovo, nel senso che il pastorale dovesse essere impugnato dalla mano sinistra e non da quella destra (come risultava), la quale doveva invece piegarsi in atto benedicente.

### I baroni Drammis

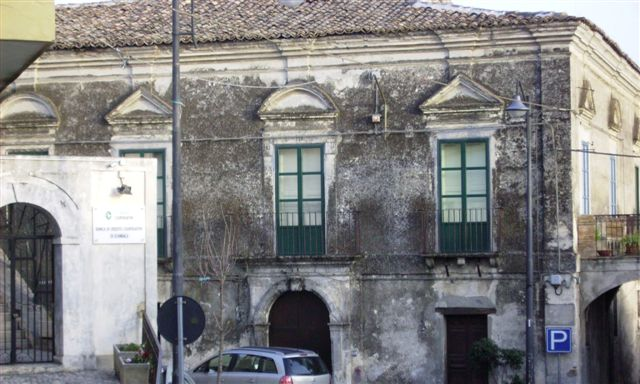
Palazzo Drammis.

La famiglia Drammis discende dal colonnello Salvatore Drammis, che venne in Italia al tempo della calata degli spagnoli in questo paese. Egli vi si stabilì e prese in acquisto le terre di Fota, come pure la Baronìa che ne dipendeva. Tutti i dipendenti di questo Salvatore Drammis si sono distinti per le virtù sociali, la loro intelligenza ed il loro patriottismo. Nicola Drammis sposò la nobile signorina Donna Domenica Orsini; da questo matrimonio è nato il barone Salvatore Drammis. Per dieci anni, Nicola fu a capo del partito liberale e vi restò fino alla restaurazione. Ebbe per amici e corrispondenti, lo storico Pietro Colletta e Giuseppe Poerio.
Salvatore ereditò dai suoi le virtù patriottiche, che sono ereditarie nella famiglia, e per l quali ebbe a soffrire discretamente, da parte del Governo d'allora, che non essendo riuscito a guadagnarlo col terrore, fece ricorso all'onore ed alla lusinga: ma tutte le sue offerte furono respinte con dignità. Nell'anno 1832, che vide il terribile terremoto della Calabria, Salvatore Drammis fece costruire a sue spese 40 case a Scandale, suo paese, e le diede in proprietà a dei poveri del luogo, senza chiedere altra ricompensa che quella che dà la coscienza per aver adempiuto un dovere di filantropia.
Nel 1843, la carestia decimò le popolazioni della Calabria Ulteriore, ma gli abitanti di Scandale furono eccettuati, perché Salvatore Drammis procurò loro grano e farina che egli comprava al mercato di Crotone ad un prezzo meno elevato di due terzi che questo, dai venditori. Atti di beneficenza sotto un gran numero di aspetti riempirono tutta la sua esistenza. Nel 1860, egli fornì, a suo rischio e pericolo, un gran numero di giovani al generale Garibaldi e li equipaggiò a sue spese. Nel 1861, alla testa di cento uomini circa, tutti pagati da lui, Salvatore Drammis vinse la reazione e preservò dalle invasioni, non solo la sua località, ma anche parecchi villaggi: a Sua Maestà sembrò che ciò fosse meritorio della Croce di Cavaliere dell'Ordine dei SS. Maurizio e Lazzaro e della medaglia d'argento al valor militare. Il barone Drammis si occupò dell'allevamento ed inoltre della coltura delle graminacee. Avendo introdotto nella sua proprietà dei soggetti esteri di razza bovina ed ovina, ottenne dall'incrocio che fece fare di ciascuna di queste razze, un tipo che, a buon diritto, si ritiene esser superiore a quelli calabresi. Dopo tanti stenti e lunga esperienza finì per acclimatare parecchi cereali di prima qualità, per i quali ottenne la Medaglia di bronzo all'Esposizione Internazionale di Londra e del Re Vittorio Emanuele II, una promozione all'Ordine dei SS. Maurizio e Lazzaro, Corrispondente della Società Reale di Catanzaro, il barone Salvatore si occupò, dopo due anni, della coltura dei cotoni esteri. Dal suo matrimonio con Mariangela Fazio, discendente da illustre famiglia albanese, stabilitasi da cinque secoli in questo paese, nacquero sei bambini.
Uno di questi, la futura donna Mica, andò a Napoli a studiare e frequentò la stessa scuola della figlia del Re Ferdinando II, con la quale intrecciò rapporti di affettuosa e fraterna amicizia, come il padre barone Drammis aveva fatto con il Re, illustre genitore della ragazza. Andava spesso a trovarlo alla corte. Lo annunciavano: «Viene il barone delle Calabrie», ed otteneva subito il passo; il sovrano lo riceveva da amico. Se pur forse in diversa misura, la stessa cosa fu con i suoi successori ed in seguito, il barone di turno con i principi e sovrani di Casa Savoia, fino all'ultimo erede al trono, lo sfortunato Principe di Piemonte che il barone don Guglielmo Drammis, di ancora fresca memoria, padre e nonno degli eredi don Antonio e figli, fu il primo a ricevere a fianco del podestà pro tempore, quando negli anni trenta Umberto II di Savoia passò per Scandale.
Nacquero solidi rapporti tra nobili e funzionari, tant'è che il barone Drammis progettava di consolidare ulteriormente il matrimonio della figlia Domenica con un nobile marchese napoletano alla corte di Ferdinando II, amico del Re. Ma donna Mica non si sentì di amare il Marchese, poiché amava proprio uno degli amministratori del padre, sin da quando egli era alle sue dipendenze ed anche dopo, quando il giovane emerse socialmente.
Il noto patriota, poeta ed educatore Vincenzo Gallo-Arcuri, un fine intellettuale vissuto nell'Ottocento, ebbe a dedicare alla nobile signorina scandalese, Mica dei Baroni Drammis, la tragedia in cinque atti Vanetta Orseolo con nota biografica di Benedetto Croce, edita da Barbera di Firenze nel 1870.

## Monumenti e luoghi d'interesse

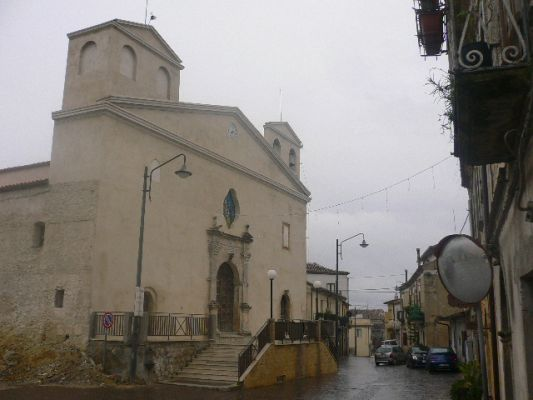
Uno scorcio del centro storico raffigurante la Chiesa Madre dedicata a San Nicola Vescovo, in Piazza de Cardona

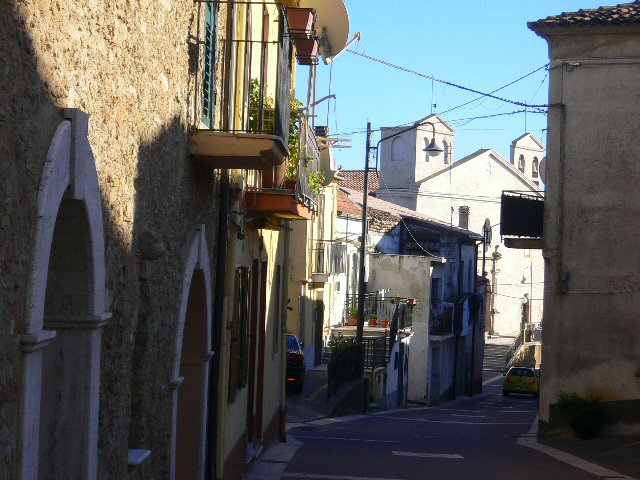
Scorcio panoramico del Centro Storico. In fondo la Chiesa Madre dedicata a San Nicola Vescovo.

### Chiesa di San Nicola Vescovo
Non è facile stabilire con sufficiente certezza a quando risale la parrocchia di San Nicola Vescovo di Scandale. Fonti riportano che probabilmente venne costruita nel 1631, come da una pietra murata all'ingresso centrale, mentre un atto del 1783 riporta che essa sarebbe stata costruita in tale periodo e finita nel 1792, notizia che potrebbe riguardare il suo ripristino, dopo che il terremoto della Calabria del 1783 aveva provocato danni notevoli nella zona.
Soltanto l'altare maggiore è del sec. XVIII, come ricorda una lapide del tenore che segue: "Questo altare è stato costruito nel 1765 a spese di Don Nicola Romano, Sindico e di Don Nicola Brescia, Procuratore della Cappella".
Si ammirava sul retro altare il quadro a muro di San Nicola, Patrono della Parrocchia, che nel 1934 fu rimpiazzato da un quadro identico del pittore Alfonso Grasso di Lucca.
Altre significative e belle opere pittoresche si ammiravano nella cappella di Sant'Antonio di Padova ed in quella dedicata al santo calabrese Francesco da Paola, prima di andare distrutte nel corso dei lavori di ripristino della chiesa, alluvionata negli anni sessanta. Raffiguravano i più celebri miracoli dei due grandi Santi, specie di quelli di San Francesco, disegnati in tredici spazi ovali che conferivano alla cappella un fascino ascetico, suggestivo, quasi mistico, oltre ad un certo valore artistico.
In un angolo, sulla sinistra entrando nella chiesa, era sistemato il battistero in pietra, chiuso in uno stipo di legno pregiato, che veniva aperto solo quando si amministravano i battesimi. Battistero ora composto dal solo fonte e dal leone che lo regge sulle proprie spalle (in restaurazione), probabile resto della cattedrale di San Leone, in territorio di Scandale, poi scomparsa.
Liberati dagli intonaci sovrapposti, sono stati portati alla luce altri due altari, sormontati da stupende colonne di pietra bianca, dedicati uno alla Vergine del Rosario di Pompei, quadro di non poco valore; l'altro alla Madonna del Carmine, fattura in pietra di artigiano del Seicento della Scuola di Umbriatico. Belle e magnifiche altre colonne di stessa pietra, nella parte esterna della chiesa, sormontano il portale del centro; altre ancora, ma più modeste, sormontano i due portali laterali.
Ai piedi del primo portale, un grossolano rivestimento cementizio ricopre l'antico "scalone" e il D.O.M. consueto, con l'anno di costruzione della chiesa, che è appunto il 1631, pur non escludendo che essa possa esser sorta anche precedentemente.
Di qualche interesse storico era il vecchio orologio comunale, sistemato ad un lato del tempio, azionato con il vecchio sistema di ricarica a mano e al quale si accedeva, per tale compito o per ragioni tecniche, mediante lunghe scale di legno a pioli. Mentre all'altro lato, nella parte esterna, un marmo ricorda la Consacrazione di Scandale a Maria Santissima, avvenuta nel 1960, per le mani dell'Arcivescovo di Santa Severina Mons. Giovanni Dadone, per la cronaca originario di Cantù, in provincia di Como, che da parroco nei luoghi si offerse ostaggio ai tedeschi per risparmiare i fedeli ed il paese, minacciati di rappresaglie. È del 1960 anche il periodo di restauro della chiesa che, danneggiata dalle alluvioni, perse la sua antica solennità, privata come fu del magnifico soffitto a cassettoni di legno, del coro sospeso tra le navate con il bell'organo a canne, e dallo stipo in legno pregiato, che custodiva il fonte battesimale. Anche dietro l'altare maggiore e nella vecchia sagrestia, l'usura del tempo aveva già consumato, rendendoli irrecuperabili, l'antico coro presbiterale e gli stipi lavorati entrambi ad arte per la conservazione dei paramenti e vasi sacri.
Ad eccezione di qualche rudere (Convento della Stella, chiesa della Pietà, di Santa Caterina, dello Stretto di Luccio), non vi sono indizi e documenti per stabilire l'ubicazione delle cappelle, degli oratori e delle altre chiese scomparse.

### Chiesa di Santa Maria del Condoleo
La chiesa mariana, nota anche come Santuario di Condoleo, risalirebbe all'Ottocento-Novecento; è situata a nord dell'abitato, sulla statale 107 Silana-Crotonese, di fronte alla chiesa della Difesa, in basso, su un poggio prospiciente il versante del Tacina. Il Santuario è dedicato alla Vergine dallo stesso nome (dal latino "Cum-doleo") che vuol dire "partecipazione e condivisione del dolore"; della qualcosa è convinta la gente del posto, che venera l'Immagine di Condoleo e la festeggia solennemente negli anni dispari (un tempo all'ottava di Pasqua), quando si vuole abbia operato un miracolo grande, facendo piovere abbondantemente in periodo di forte siccità, per cui gli scandalesi si disperavano vedendo andare in rovina tutto il raccolto di quell'anno. Il quadro, prima, era custodito nella chiesetta de "La Stella", poi scomparsa e della quale ancora oggi restano i ruderi. Non si conosce l'origine della chiesa. Fino a qualche tempo addietro, il Santuario era cadente, poi fu restaurato a cura del parroco Mons. Renato Cosentini col contributo della popolazione e degli emigrati del paese e riaperto al culto il 6 gennaio 1971, con la benedizione di S.E.Mons. Giuseppe Agostino, Arcivescovo di Crotone-Santa Severina, dalla cui diocesi la parrocchia di Scandale ancora dipende. Tuttavia negli anni novanta il Santuario tornò ad essere inutilizzabile, finché nel 2008 furono commissionati i lavori di restauro fino al 2009, quando la chiesa venne nuovamente riaperta al culto. Anche in tale chiesa, un marmo ricorda: "A devozione degli emigrati scandalesi in Stati Uniti d'America".

### Chiesa di Maria Santissima dell'Addolorata

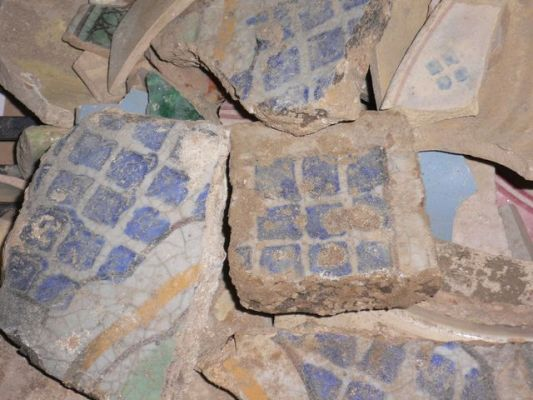
Reperti archeologici ritrovati durante le operazioni di restauro della chiesa dell'Addolorata.

Quest'altra chiesa, dedicata alla Madonna Addolorata, sarebbe anch'essa del Settecento, come la parrocchiale di San Nicola, ma ugualmente non si dispone di dati sufficienti per la conferma. È la sua architettura a richiamare qual periodo. Sita nel vecchio centro urbano, poco distante dalla prima, subì evidentemente in passato lo spostamento dell'ingresso principale da una via secondaria ed angusta a una piazza intitolata oggi a San Francesco d'Assisi, dove si affaccia il palazzo baronale dei Drammis, di stile architettonico e dello stesso secolo XVIII. Poi negli anni cinquanta, essa ha subito la trasformazione in ricovero per bimbe sole e abbandonate del Crotonese, voluto dal parroco Cosentini, con riadattamenti interni, ricavando nel lato sotto il campanile, la cappella in cui furono trasferiti l'altare e la Vergine Addolarata. Nella cappella, ai piedi dell'altare, è posto un marmo con la seguente incisione: "A devozione del barone Drammis, A.D. 1900...si vuole, per lo scampato pericolo di morte di un membro della famiglia baronale.
Anticamente la Chiesa era intitolata alla Madonna Annunziata, lo conferma anche una via, nei pressi della chiesa, che porta lo stesso nome.

### Chiesa di Santa Maria della Difesa
Posta a sud dell'abitato, quest'altra chiesa locale è anch'essa dedicata alla Madonna, appunto a Santa Maria della Difesa. Come per le altre chiese, pure di questa non si hanno dati certi sull'origine. Si sa soltanto, da una notizia riguardante il feudatario Carlo Sculco di Santa Severina, che nella seconda metà del secolo XVII la chiesa già esisteva. Rimessa in sesto dai fedeli una prima volta, vi furono fatti ancora nel 1978 altri lavori per degli atti vandalici perpetrati nel corso degli anni da alcuni nomadi che si erano accampati nei dintorni. Così essa tornò ad essere, come e più di prima, accogliente e meta di pellegrini, che dalla Vergine della Difesa si sentono amati e protetti.

### Torre di avvistamento
Sulla strada che porta da Scandale a Crotone, sono visibili i pochi ruderi di un'antica torre, importante per gli avvistamenti delle orde turco-saracene.
L'ingegnere Giovan Battista Manni, nel 1687, citando i confini del Corso di Gullo, cita la torre di Scandale, già all'epoca disabitata:
“Il Corso di Gullo confina […] da Ponente con la Gabella di Scandale la Torre, nel quale passa il ruscello detto di Crisafi, da Maestro con li beni dell'Università [cioè del Comune], e da tramontana con il Feudo di Fota.
Possiede in detto Corso la Gabella di Scandale la Torre, territorio seminatorio, mediocre colline, dentro del quale vi è una Torre diruta senza tetto”.

### Corazzo, la chiesa di San Giuseppe e l'Eremo della Santa Croce
Nella frazione Corazzo, è presente una Chiesa dedicata a San Giuseppe Operaio (nella foto) che sorge nel centro del villaggio. A circa un chilometro sorge un eremo, dedicato alla Santa Croce, voluto da don Luigi Antonio Cantafora, poi diventato vescovo della diocesi di Lamezia Terme.
L'eremo della Santa Croce, situata in località Turrutio è una costruzione progettata e realizzata per essere luogo di incontro, di preghiera e contemplazione. Si svolgono riunioni religiosi e incontri di meditazioni tra le varie comunità parrocchiali dei paesi circostanti. L'eremo è custodito dalle suore domenicane. Il plesso religioso è situato nel bel mezzo della natura e offre, a chi cerca silenzio nella contemplazione, il posto più adeguato per la preghiera e la meditazione.
Particolare dell'eremo è la grande croce bianca che abbraccia la Valle del Neto, capace di creare un paesaggio, sotto grandi aspetti, suggestivo. Sorgono all'interno dell'eremo, diverse sale di preghiere e una cappella in cui si celebra la Santa Messa.

### Altri monumenti, palazzi e luoghi di attrazione
- Monumento dedicato ai caduti in guerra
- Monumento in ricordo della chiesa di Santa Maria della Pietà
- Palazzo baronale di Gaudioso
- Palazzo Orsini
- Palazzo Cizza
- Villa Condoleo
- Ruderi della chiesa della Stella
- Località Gullo, antica necropoli
- Bosco di Manco Ferrato
- Località San Leo, pinete

### Piazze
- Piazza San Francesco d'Assisi
- Piazza Condoleo
- Piazza St. Georgen im Schwarzwald
- Piazza de Cardona
- Piazza Fratelli Bandiera
- Piazza Oberdan
- Piazza Municipio

## Società

### Evoluzione demografica
Abitanti censiti

## Economia

### Economia agraria
È da ricordare che tra il 1954 e il 1955, Manlio Rossi-Doria avviò a Scandale, un’inchiesta sulla riforma agraria, buona parte di questa ricerca è riportata nel libro Manlio Rossi-Doria "Un paese di Calabria " a cura di Michele De Benedictis. Sia il diario sia il rapporto di ricerca, ci presentano un’impeccabile analisi tecnica ed economica, nonché un quadro illuminante della vita scandalese, nella fase critica di rottura degli antichi equilibri economici e sociali.
Rossi-Doria dopo l'esperienza di Scandale, si allontanò progressivamente dall’attività della riforma agraria, che più volte, negli anni successivi, ebbe modo di apprezzare per la rivoluzionarietà rispetto alla stasi economico-sociale delle aree latifondistiche meridionali e, allo stesso tempo, di criticare per la pesantezza burocratica degli enti di riforma e per la mancanza di una politica per la produttività agricola nel Sud.
Nella sua lunga esperienza politica e sociale, provò grande delusione per la politica clientelare delle classi dirigenti del Sud e per i risultati dell’intervento straordinario della Cassa per il Mezzogiorno.

### Manifestazioni
È tradizione nel mese di settembre (per le prime edizioni) poi spostata all'ultimo sabato di agosto, organizzare la Sagra del fico d'India, a cura della Pro Loco di Scandale .

#### Cinema
- Il regista Renato Castellani girò a Scandale tra il mese di maggio del 1960 e l'aprile del 1961 il film Il brigante. Film che durava all'inizio tre ore e mezza, ma fu tagliato, per presentarlo al Festival di Venezia il 30 agosto del 1961. Molte persone del paese parteciparono come comparse.
- Vennero girate alcune scene del film Nessuno deve sapere, un film di Mario Landi proiettato dalla RAI in Italia nel 1973.

## Geografia antropica

### La frazione Corazzo e l'antica Leonia
Situata nella zona pianeggiante antistante il fiume Neto, nacque negli anni cinquanta grazie alla riforma agraria e su iniziativa dell'O.V.S. Prese questa denominazione nel 1225, quando Federico II assegnò tutto il territorio all'abate Milo dell'abbazia di Santa Maria di Corazzo. Di questa abbazia adesso rimangono solo i ruderi in provincia di Catanzaro. Nel 1276, la zona più abitata sulla riva destra del Neto era la contrada Turrotio di Corazzo, che aveva all'epoca 904 abitanti (il doppio di quelli di Scandale).
Poco distante dal paese c'era fino al 1571 il piccolo vescovado di San Leone, distrutto dagli arabi nell'840, insieme a Santa Severina. Secondo alcuni storici, sembra che anticamente si chiamasse Leonia e sorgesse in località San Leo, nei pressi di Scandale e fu successivamente ricostruita a Galloppà, prendendo la denominazione di San Leone.

## Infrastrutture e trasporti
Scandale è attraversata dalla Strada statale 107 bis.

## Amministrazione
| Periodo          | Periodo          | Primo cittadino          | Partito                            | Carica                    | Note |
| ---------------- | ---------------- | ------------------------ | ---------------------------------- | ------------------------- | ---- |
| 6 giugno 1993    | 27 aprile 1997   | Antonio Barberio         | Partito Democratico della Sinistra | sindaco                   |      |
| 27 aprile 1997   | 13 maggio 2001   | Antonio Barberio         | L'Ulivo                            | sindaco                   |      |
| 13 maggio 2001   | 29 maggio 2006   | Fabio Brescia            | lista civica Convenzionale         | sindaco                   |      |
| 29 maggio 2006   | 16 maggio 2011   | Fabio Brescia            | L'Ulivo                            | sindaco                   |      |
| 16 maggio 2011   | 10 dicembre 2012 | Carmine Antonio Vasovino | lista civica Scandale democratica  | sindaco                   |      |
| 10 dicembre 2012 | 27 maggio 2013   |                          |                                    | commissario straordinario |      |
| 27 maggio 2013   | 10 giugno 2018   | Iginio Pingitore         | lista civica Insieme per Scandale  | sindaco                   |      |
| 10 giugno 2018   | in carica        | Antonio Barberio         | lista civica Adesso! Scandale      | sindaco                   |      |

### Gemellaggi
- Sankt Georgen im Schwarzwald, dal 1990[7]. Il patto di gemellaggio Scandale - San Giorgio (Germania), fu firmato nel dicembre del 1989 dal Sindaco Alberto Fiorino e dal Borgomastro di St. Georgen Günter Lauffer. "Consapevoli, che le città di Scandale - Calabria e St. Georgen nella Foresta Nera rappresentano per molti cittadini una patria comune, e che, pertanto, per queste persone sussiste un dovere comune, essendo a conoscenza che questo dovere possa essere meglio soddisfatto attraverso l’amicizia e l’unione di tutte e due le città, nell’intenzione di voler inserire nelle nostre città un segno in direzione dell’ulteriore unità europea e di un vivere comune pacifico di tutte le nazioni, i rappresentanti di Scandale e di St. Georgen, eletti liberamente, hanno deliberato di concludere un patto di gemellaggio. A conferma di questa decisione viene stilato, sigillato e sottoscritto il presente documento a completamento del definitivo patto di gemellaggio.

## Sport
La principale squadra di calcio della città è l'U.S. Scandale 1976, fondata appunto nel 1976, che milita nel girone B di Prima Categoria.